# Pesa 2014N Krakowiak
Pesa 2014N „Krakowiak” − niskopodłogowy, czteroczłonowy, jednokierunkowy tramwaj polskiego producenta Pesa, produkowany dla MPK Kraków i eksploatowany przezeń w Krakowie od 2015 roku. W roku 2023 był najdłuższym tramwajem w Polsce.

## Konstrukcja
Tramwaj „Krakowiak” jest modyfikacją tramwaju Pesa Twist, czteroczłonowym zespołem pojazdów o długości 42,8 metra. Nadwozie wsparte jest na pięciu dwuosiowych wózkach, przy czym napędowy jest pierwszy i dwa ostatnie. Każda oś wózka napędowego wyposażona jest w asynchroniczny silnik prądu przemiennego marki SKODA o mocy 105 kW, usytuowany równolegle do osi zestawu kołowego. Każdy silnik zasilany jest przez falownik. Układ zasilania umożliwia zwrot energii do sieci trakcyjnej i jest przystosowany do wdrożenia układu gromadzenia energii opartego na superkondensatorach. Przenoszenie napędu z silnika na oś napędową odbywa się przez dwustopniową przekładnię. Wał przekładni połączony jest z wałami kół przez sprzęgła podatne. Na wałach zamontowane są tarcze hamulcowe elektrohydraulicznych hamulców pasywnych.
Wagony mają sześć podwójnych drzwi oraz jednoskrzydłowe z przodu i z tyłu pojazdu. Drzwi są wyposażone w specjalne platformy, ułatwiające osobom poruszającym się na wózkach inwalidzkich wejście do pojazdu. W sekcji pasażerskiej znajdują się porty USB i gniazda umożliwiające ładowanie urządzeń mobilnych.
W przestrzeni dla pasażerów są 93 miejsca siedzące, miejsca stojące i przestrzeń dla wózków. Każdy z członów jest wyposażony w indywidualny system wentylacyjno-klimatyzacyjny, listwy świetlne na poręczach i stopniach wewnętrznych. Siedzenia pojazdu są tapicerowane, z wandaloodpornymi siedziskami i oparciami z motywem Lajkonika; są dwa miejsca z pasami bezpieczeństwa dla osób z niepełnosprawnością, a także miejsca dla osób z wózkami dziecięcymi i większym bagażem.
Wyposażony jest w monitoring, automaty biletowe obsługujące płatności kartą płatniczą oraz gotówką, system informacji pasażerskiej złożony z głosowego zapowiadania przystanków i tablic wyświetlających trasę przejazdu.

## Dane techniczne
Opracowano na podstawie źródła.
| Pesa 2014N „Krakowiak” |                   |                   |
| Przeznaczenie          | Transport miejski | Transport miejski |
| Napięcie zasilania     | 600 V DC          | 600 V DC          |
| Miejsca siedzące       | 93                | 93                |
| Miejsca stojące        | 322               | 322               |
| Długość pojazdu        | 42 830 mm         | 42 830 mm         |
| Szerokość pojazdu      | 2400 mm           | 2400 mm           |
| Wysokość pojazdu       | 3600 mm           | 3600 mm           |
| Moc ciągła na kołach   | 6x105kW           | 6x105kW           |
| Prędkość maksymalna    | 80 km/h           | 80 km/h           |

## Historia
W sierpniu 2013 roku MPK Kraków ogłosiło przetarg na dostawę 36 pojazdów tramwajowych o długości od 39 do 43 metrów. Zostały złożone 4 oferty:
- Pesa – wagon o nazwie 2014N, 42,83 metra,
- Solaris Bus&Coach – Tramino Kraków, 42,99 metra,
- Stadler – Tango Simpatico, 39,48 metra,
- Newag, Bombardier – Flexity Classic NGT10, 40,69 metra.

Wyniki przetargu zostały udostępnione publicznie 10 października 2013 roku. Zwycięzcą przetargu została firma Pesa, której oferta wyceniona została na kwotę 358 225 200 złotych.
4 lipca 2014 roku MPK Kraków podpisało umowę z Pesą na dostawę 36 fabrycznie nowych, niskopodłogowych wagonów tramwajowych Pesa 2014N „Krakowiak”. Planowano wówczas, że zastąpią one Konstale 105Na i będą kursować głównie do Nowej Huty. 17 czerwca 2015 pierwszy tramwaj był testowany na torze testowym przy fabryce Pesa w Bydgoszczy. Pod koniec lipca 2015 tramwaj otrzymał homologację.

### Eksploatacja
28 czerwca 2015 pierwszy tramwaj Pesy został dostarczony do zajezdni Podgórze, a 29 grudnia zakończyły się jego odbiory. 30 sierpnia 2015 pierwszy egzemplarz „Krakowiaka” wyjechał na linię z pasażerami. Zakończenie dostaw "Krakowiaków" zostało uznane za jedno z najważniejszych wydarzeń w krakowskiej komunikacji w roku 2015. Dzięki ich dostawom możliwe było wycofanie najstarszych Konstali 105Na.
14 wagonów stacjonuje w zajezdni Podgórze, a pozostałe 22 w zajezdni Nowa Huta.

### Tramwaj papieski

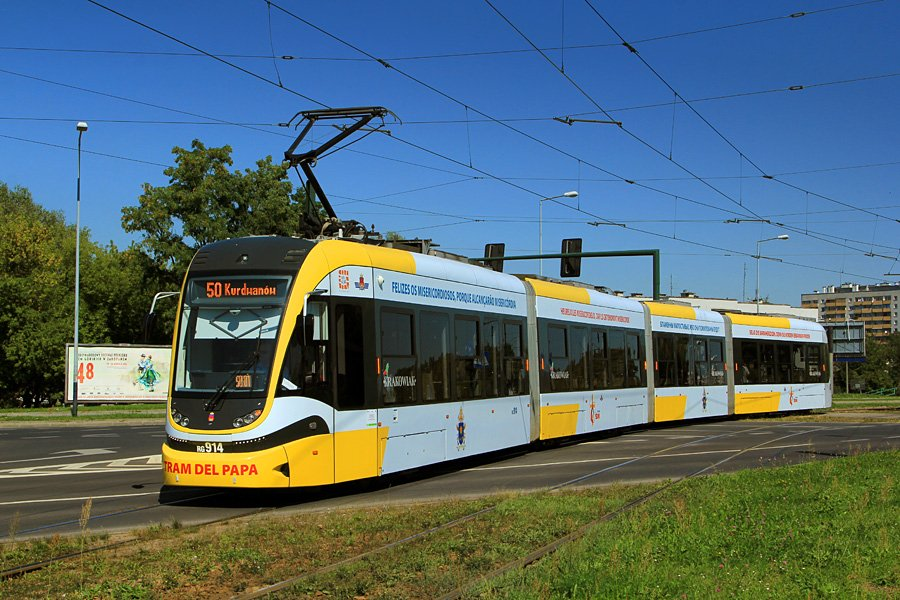
Tramwaj papieski

28 lipca 2016, podczas Światowych Dni Młodzieży, jednym z tramwajów Pesa 2014N „Krakowiak” przejechał papież Franciszek. Tramwaj o numerze RG914 został specjalnie na tę okazję oklejony w biało-żółte barwy i ozdobiony napisem Błogosławieni miłosierni, albowiem oni miłosierdzia dostąpią w wielu językach, a na tablicach kierunkowych widniał napis Tram del Papa. Po przejeździe ojciec święty otrzymał specjalnie wyprodukowany model tramwaju Krakowiak, a wagon wykorzystany w wydarzeniu został przez MPK nazwany Tramwajem Papieskim. Następnego dnia udekorowany tramwaj obsługiwał linię nr 8, a od 30 lipca do 1 sierpnia specjalną linię S4 z Bronowic Małych do Małego Płaszowa. Od 2 sierpnia 2016 roku tramwaj obsługuje publiczne linie tramwajowe.

### Spór
We wrześniu 2016 MPK Kraków zażądało od Pesy 26 mln zł tytułem kar za opóźnienia w dostawach. 20,4 mln zł przewoźnik wyegzekwował z gwarancji ubezpieczeniowej, stanowiącej zabezpieczenie realizacji kontraktu. Pod koniec stycznia 2019 prawomocną decyzją sądu wysokość kar została zmniejszona do 14,5 mln zł.